# Sandra Florencia Soto Ruiz
Sandra Florencia Soto Ruiz (geboren 1981 oder 1982 in Honduras) ist eine honduranische Schwimmerin, Turnerin und Behindertensportlerin. Sie repräsentierte Honduras bereits sechsmal bei Weltspielen von Special Olympics und gewann dort über 30 Medaillen, unter anderem 2015 bei den Special Olympics World Summer Games in Los Angeles im Schwimmen und bei den Special Olympics World Summer Games 2019 in Abu Dhabi in Rhythmischer Sportgymnastik.

## Sportliche Erfolge
Im Alter von 16 Jahren kam Soto Ruiz zu Special Olympics.
Seitdem nahm sie bereits sechs Mal an Special Olympics Weltspielen teil und erwarb dort über 30 Medaillen.
So vertrat Soto Ruiz Honduras bei den Special Olympics World Summer Games 2003 in Dublin. Im Brustschwimmen wurde sie disqualifiziert, weil sie mit einem Fuß gegen die Wand gestoßen war. Bei einem weiteren Schwimmwettbewerb in der Kategorie D13 sah es zunächst auch nach einer Disqualifizierung aus. Doch nach einer Stunde stellte sich heraus, dass nicht Soto Ruiz, sondern eine andere Athletin betroffen war, und die Schwimmerin gewann die Goldmedaille.
Auch bei den Special Olympics World Summer Games 2007 in Shanghai war Soto Ruiz in der honduranischen Delegation. 2015 trat sie bei den Special Olympics World Summer Games in Los Angeles im Schwimmen an und brachte eine Goldmedaille und vier Silbermedaillen nach Hause. Danach wechselte sie zur Rhythmischen Sportgymnastik und trat bei den Special Olympics World Summer Games 2019 in Abu Dhabi in dieser Sportart in Level 1 Kategorie D 142 an. Bei den Übungen mit Reifen erwarb sie eine Silbermedaille. In zwei weiteren Wettbewerben gewann sie Bronze, und bei den Übungen mit Seil und Ball kam sie jeweils auf den vierten Platz.